# سونگ شیائوبو
سونگ شیائوبو (انگلیسی: Song Xiaobo؛ زادهٔ september ۸, ۱۹۵۸ (۶۶ سال)) ورزشکار بسکتبال اهل چین است.
وی در مسابقات کشوری و بین‌المللی در مجموع برندهٔ ۱ مدال طلا، ۱ مدال نقره، ۱ مدال برنز شده‌است.